# King Arthur
A King Arthur egy valós idejű stratégiai- és szerepjáték amit a magyar illetőségű Neocore Games készített és a Paradox Interactive adott ki. A játék legfőbb sajátossága, hogy a valós idejű és a körökre osztott stratégiák jellemzőit próbálták vegyíteni a szerepjátékos elemekkel. A játék futtatásához szükséges egy Steam felhasználói fiók létrehozása, a dobozos változat is ezen keresztül aktiválható.
Eddig összesen három nagyobb (The Druids, The Saxons, Fallen Champions) és két kisebb (Knights and Vassals, Legendary Artifacts) letölthető tartalom jelent meg a játékhoz. King Arthur Collection néven dobozos formában is elérhetővé váltak a letölthető tartalmak, ami az alapjáték mellett az összes DLC-t tartalmazta, a Fallen Champions kivételével.
A játék folytatása, a King Arthur II a 2011-es E3 alkalmával mutatkozott be a közönségnek és végül 2012. január 27-én jelent meg, elődjéhez hasonlóan kizárólag Microsoft Windows platformra.

## Játékmenet

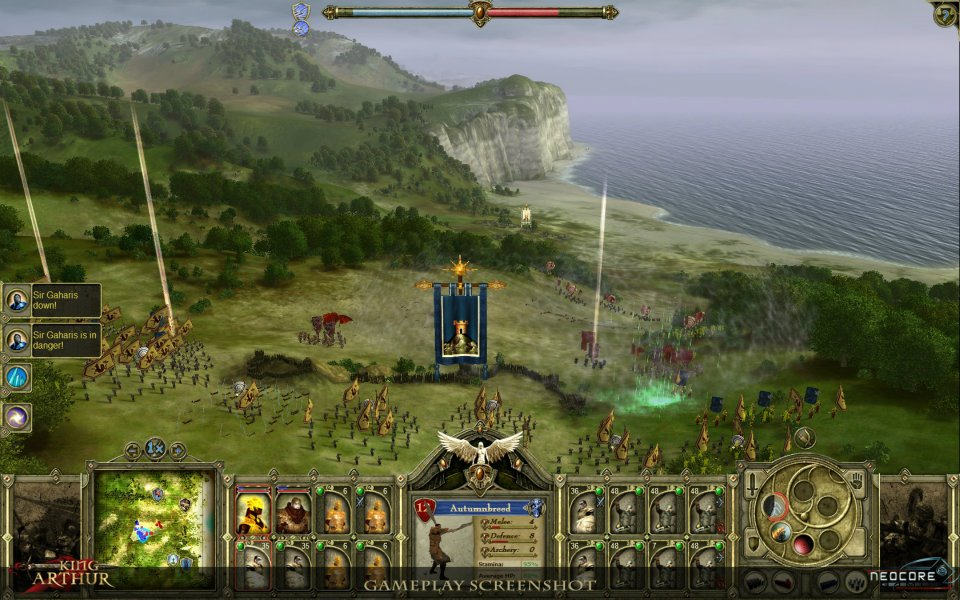
A játék során a csaták valós időben zajlanak.

A King Arthur játékmenetében keverednek a valós idejű és a körökre osztott stratégiák valamint a szerepjátékok jellemzői. Alapjában véve a játékos Britannia stratégiai térképét látja maga előtt, mely 40 tartományra oszlik fel és mindegyik sajátos bónuszokat biztosít a terület felett uralkodó számára. Itt körökre osztott módon történik a kiosztott parancsok végrehajtása, és amikor az ellenséges haderővel kell megküzdeni, akkor ezt felváltják a valós idejű harcok. Minden egyes kör egy évszaknak felel meg, ha pedig beköszönt a tél, akkor nem hajthatóak végre hadmozdulatok, ilyenkor nyílik lehetőség a birodalom igazgatására. Újabb küldetéseket a térképen megjelenő tekercsek aktiválásával lehet szerezni, amik szöveges szerepjátékokhoz hasonlóan működnek és a játékos különböző válaszlehetőségekkel élhet, amik különböző módon hatnak a játék későbbi menetére. Lehet jóságos illetve zsarnok király, követheti a keresztény tanokat, de a pogány utat is választhatja, ezen lehetőségek pedig eltérő egységeket, képességeket eredményezhetnek.

### Harcok

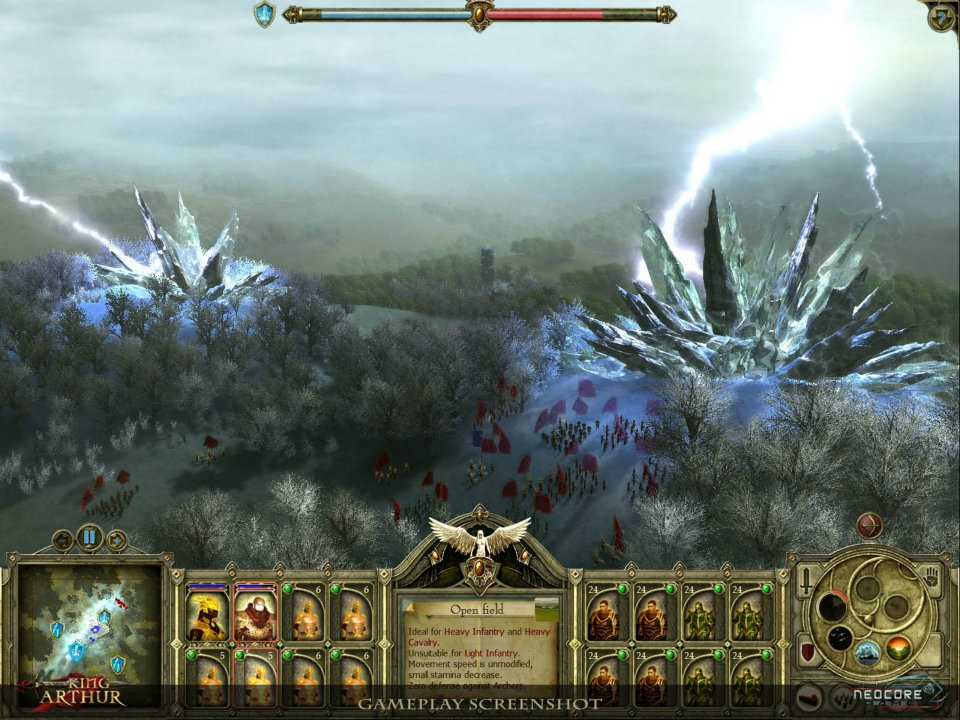
A felhasználható mágikus képességek újfajta taktikákat tesznek lehetővé.

A valós időben történő harcok során a lovagok képességei jelentős mértékben befolyásolhatják egy csata kimenetelét, ami szerepjátékos vonást kölcsönöz a játéknak. Ezek lehetnek varázslatok, mint például villámlás előidézése, de a sereget erősítő vagy támogató mágia is. Ezenfelül több életerővel bírnak és közelharcban is erősek, valamint a közelben harcoló egységek morálját is növelik. A csaták során azonban, ha a játékos nem elég óvatos meghalhatnak vagy fogságba eshetne, ami lesújtó lehet az oldalukon harcoló egységek harci kedvére.
A harc kezdetén a kihívó fél választhatja meg, milyen terepen történjen az összecsapás, ami jelentős döntés játékmenet szempontjából. (Az erdős részeken például elrejtőzhetnek az egységek és lesből támadhatnak, ami jelentősen nagyobb károkat okoz az ellenfél soraiban.) A csatatéren különböző tereptárgyak elfoglalásával további bónuszokra tehet szert a játékos, illetve az egységes morálja is növekszik.
Az egységek különböző formációkat vehetnek fel, minden alakzat más-más előnyökkel és hátrányokkal rendelkezik. A játékos csapatai minden egyes megvívott csatával tapasztalatot szereznek és szintet léphetnek az eljövendő tél alkalmával.

## Történet
A King Arthur cselekménye az Artúr-mondakör jellemzőire épít, de ezeket a fejlesztők saját ötleteikkel is kiegészítették. A játékos Artúr király szerepét veheti át, aki lovagokat von irányítása alá és utasításokat ad a számukra, az ő feladatuk pedig, hogy az általuk vezetett sereg élén legyőzzék ellenfeleiket és növeljék a birodalom területét. A történet szerint Artúr apja, Uther Pendragon képtelen volt kihúzni az Excaliburt a kőből, majd évekkel később Artúr kirántja a kardot az azt fogva tartó kőből, ezzel viszont Britannia szerte ősi erőket enged szabadjára.

## Fogadtatás
| Összegzőoldal | Értékelés |
| ------------- | --------- |
| GameRankings  | 79%       |
| Metacritic    | 79/100    |

| Szerző        | Értékelés |
| ------------- | --------- |
| Eurogamer     | 7/10      |
| GameSpot      | 7/10      |
| GameStar (DE) | 82/100    |
| GameStar (HU) | 92/100    |
| PC Guru       | 86/100    |

A játék pozitív értékeléseket kapott a kritikusoktól, a Metacritic oldalán 24 teszt alapján 79 pontos átlagértékeléssel bír.  A GameSpot a magával ragadó környezetet, a részletesen kidolgozott grafikát és az újító ötleteket méltatta. Negatívan értékelte viszont az egyenetlen nehézségi szintet, az íjászok kiegyensúlyozatlan erősségét és a nem teljesen egyértelmű döntési mechanizmust. Nem sokkal később az 1.02 verziószámú javítás már számos hibát orvosolt, többek között az íjászok erejét csökkentette és egy kezdő fokozatot adott a játékhoz.